# World Ocean Atlas
Il World Ocean Atlas (WOA) è un insieme di dati prodotti dall'Ocean Climate Laboratory del National Oceanographic Data Center (U.S.A.).
Consiste di una serie di campi climatologici di proprietà in situ dell'oceano. La prima edizione risale al 1994 ed era basata sul precedente Climatological Atlas of the World Ocean. Le successive edizioni uscirono ad intervalli di circa quattro anni nel 1998, 2001, 2005 e 2009.

## Dataset
Nel WOA i dati relativi all'intero globo terrestre sono disposti su griglie che hanno una risoluzione spaziale di 1°. I campi sono tridimensionali e i dati sono tipicamente interpolati su 33 intervalli verticali della colonna d'acqua a partire dalla superficie dell'acqua (0 m) per scendere fino al piano abissale del fondale marino (5500 m).
In termini di risoluzione temporale, vengono prodotti valori mediati per scale temporali annuali, stagionali e mensili. I campi del WOA riferiti alle acque oceaniche includono temperatura, salinità, ossigeno disciolto, utilizzazione apparente dell'ossigeno (AOU), percentuale di saturazione dell'ossigeno, fosfati, acido salicilico e nitrati. Le prime edizioni del WOA includevano anche campi quali la profondità dello strato miscelato e l'altezza della superficie marina.
Il WOA contiene anche informazioni statistiche relative ai singoli dati da cui sono state calcolate le medie, come ad esempio il numero dei punti, la deviazione standard e l'errore standard.

È disponibile anche una versione a più bassa risoluzione orizzontale con griglia di 5°. L'insieme dei dati del WOA è disponibile in 
ASCII compresso, ma dal WOA 2005 è stata prodotta anche una versione in netCDF.

## Galleria d'immagini

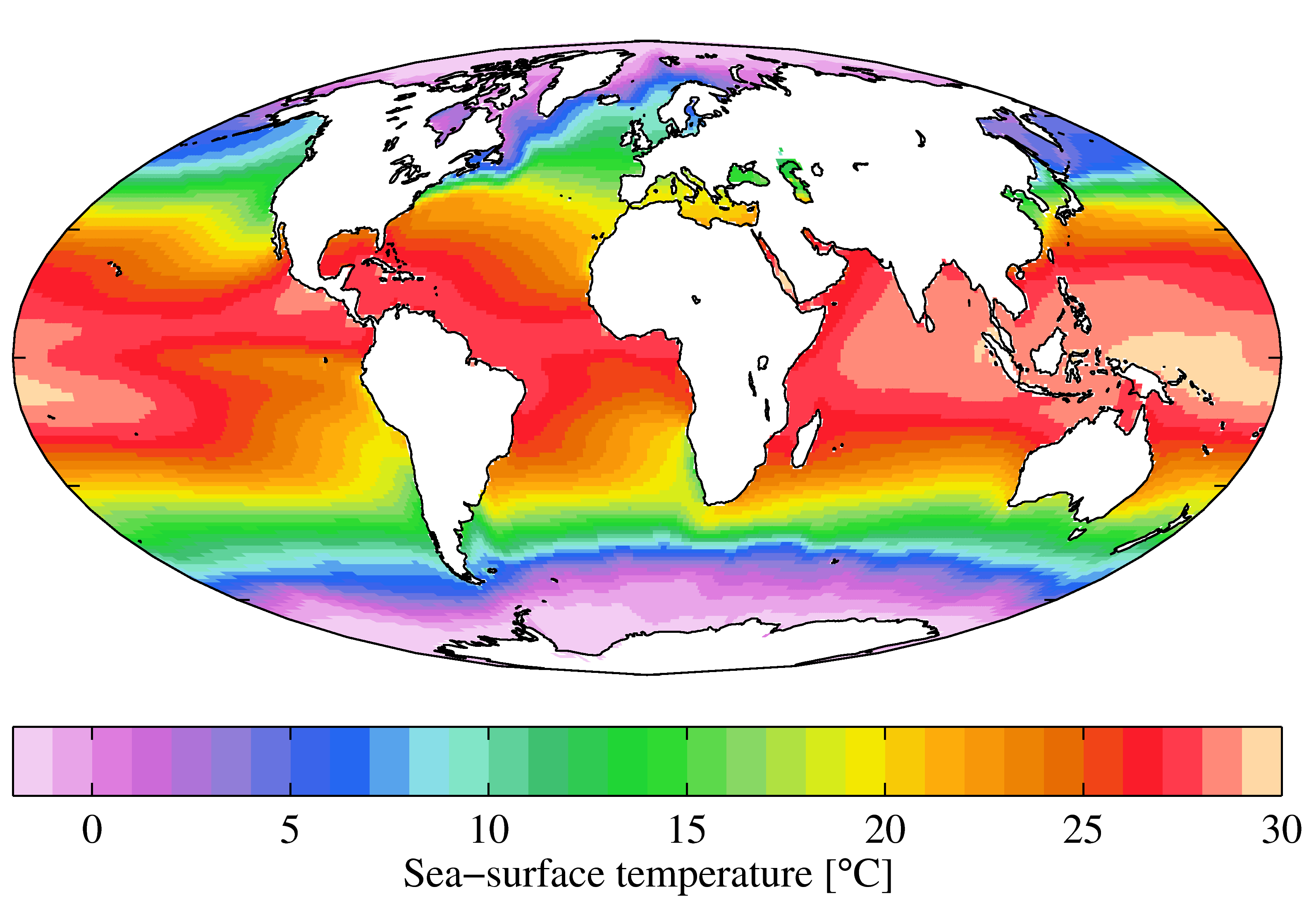
Annual mean sea surface temperature (WOA 2009)
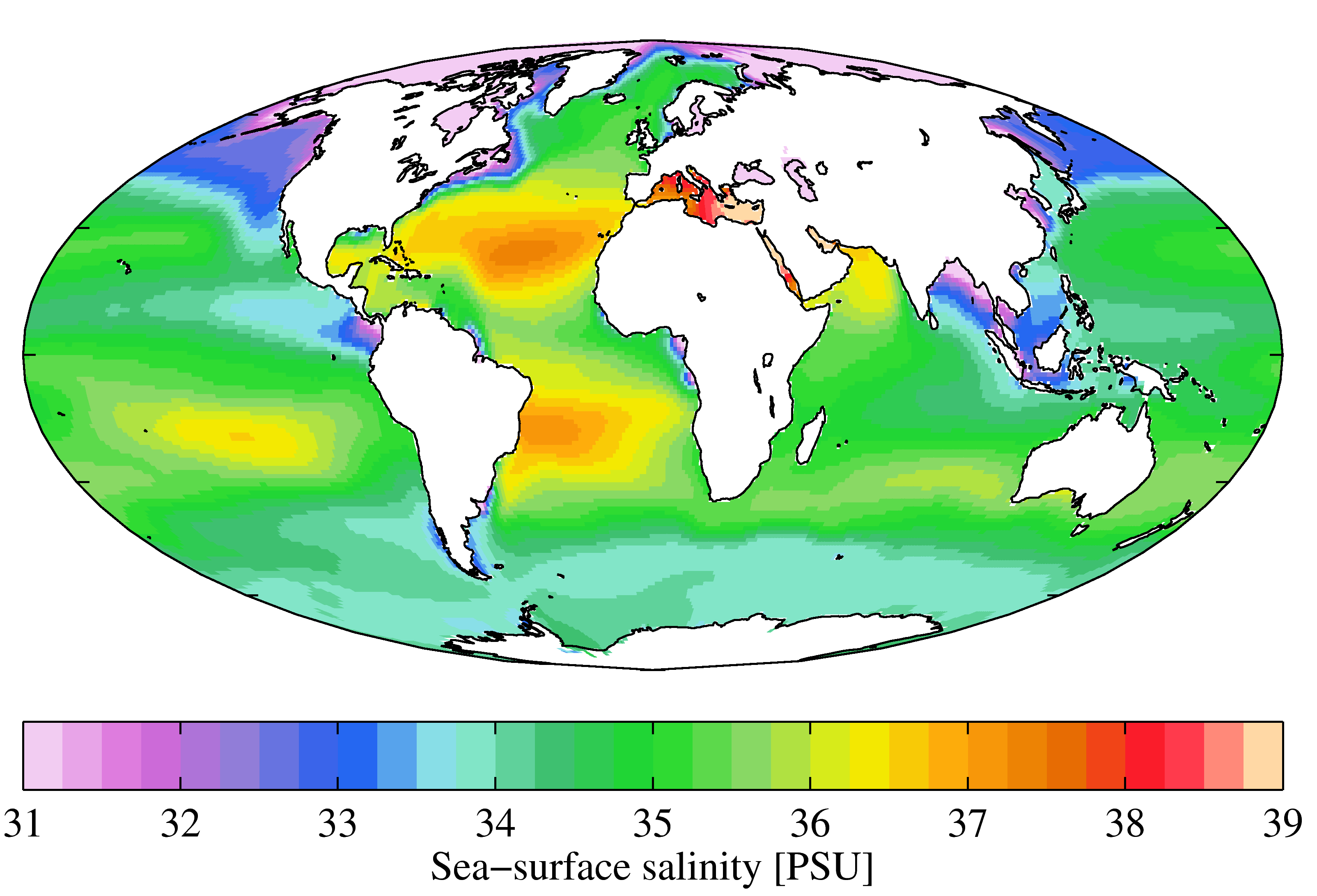
Annual mean sea surface salinity (WOA 2009)
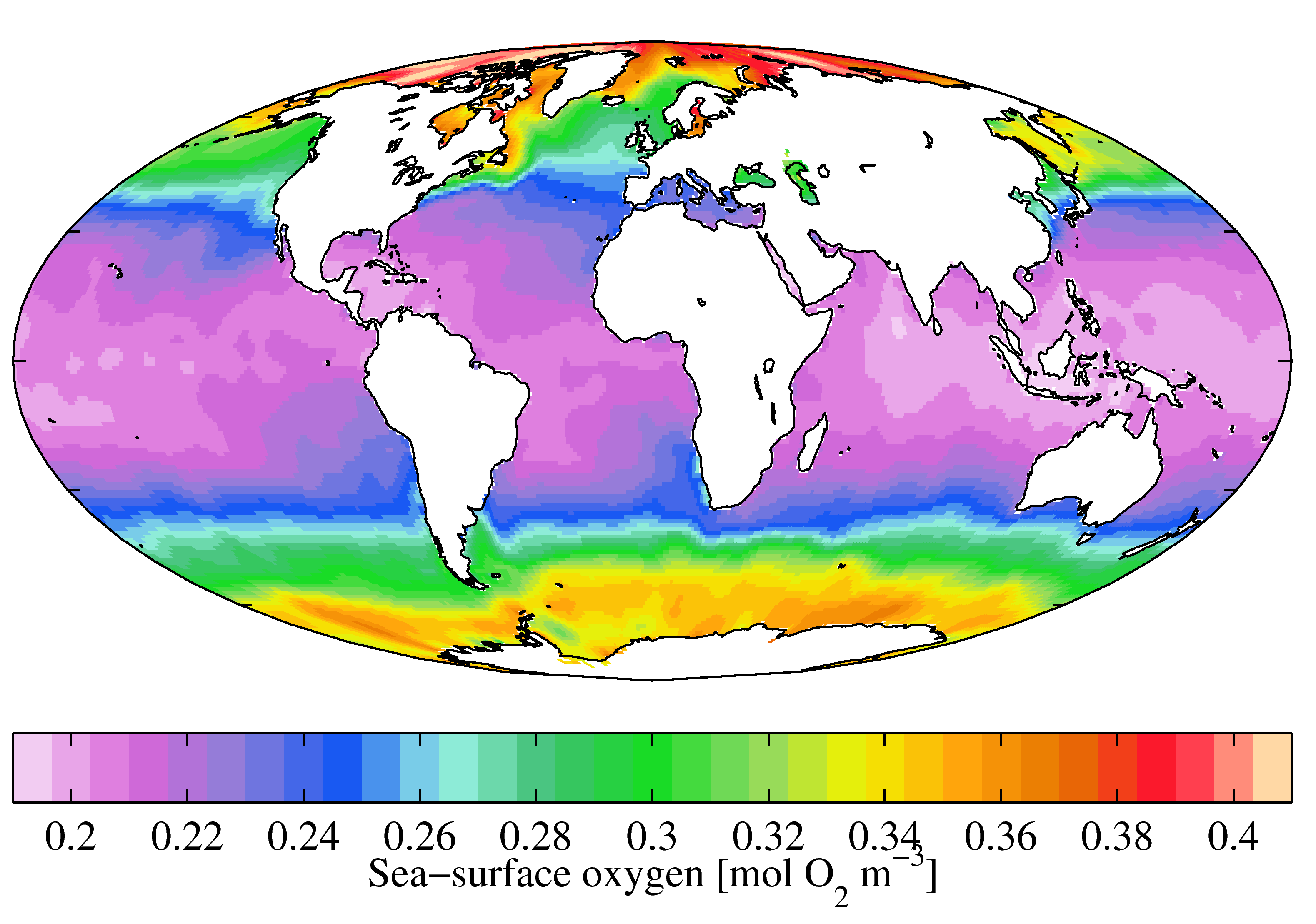
Annual mean sea surface dissolved oxygen (WOA 2009)
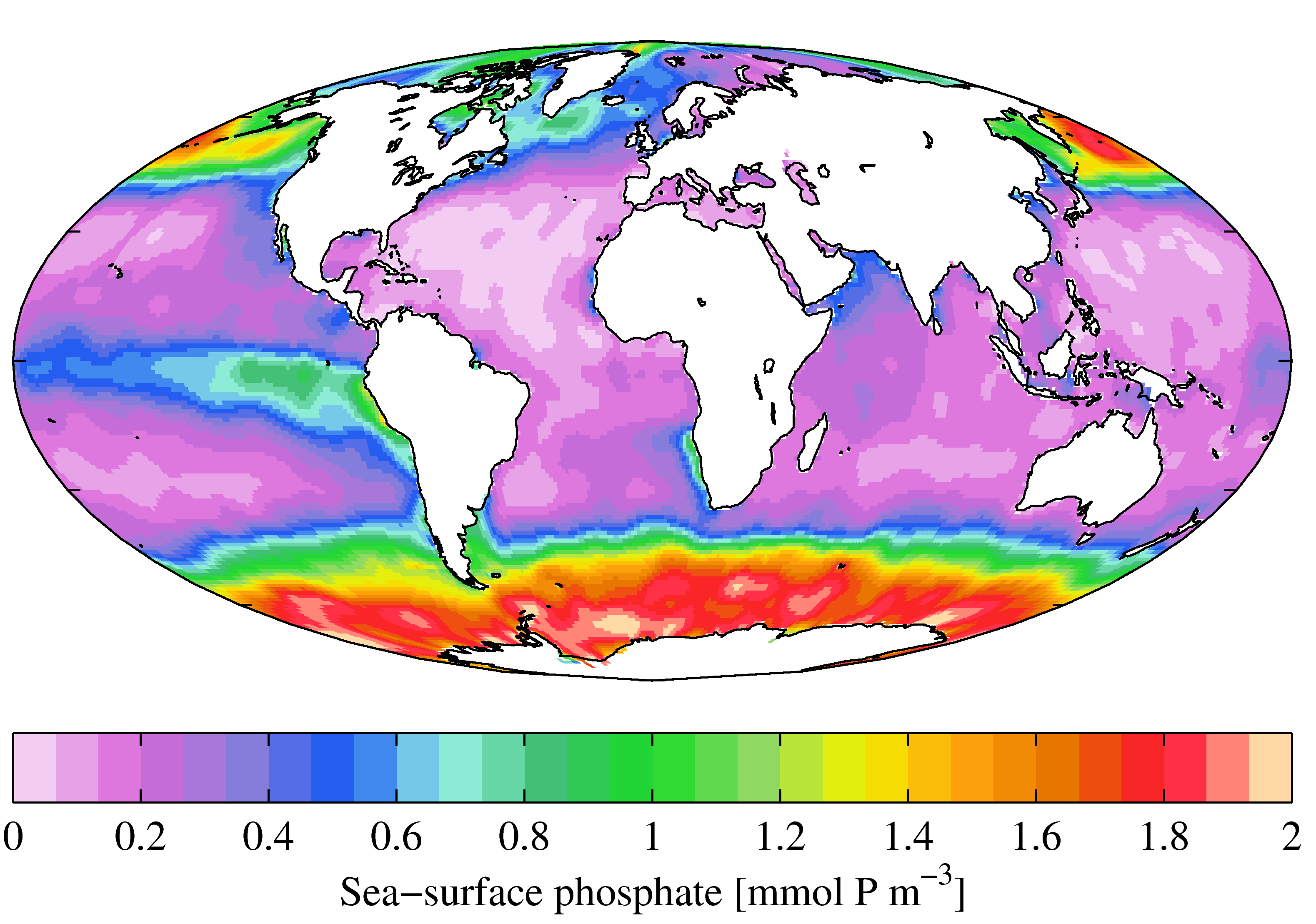
Annual mean sea surface phosphate (WOA 2009)
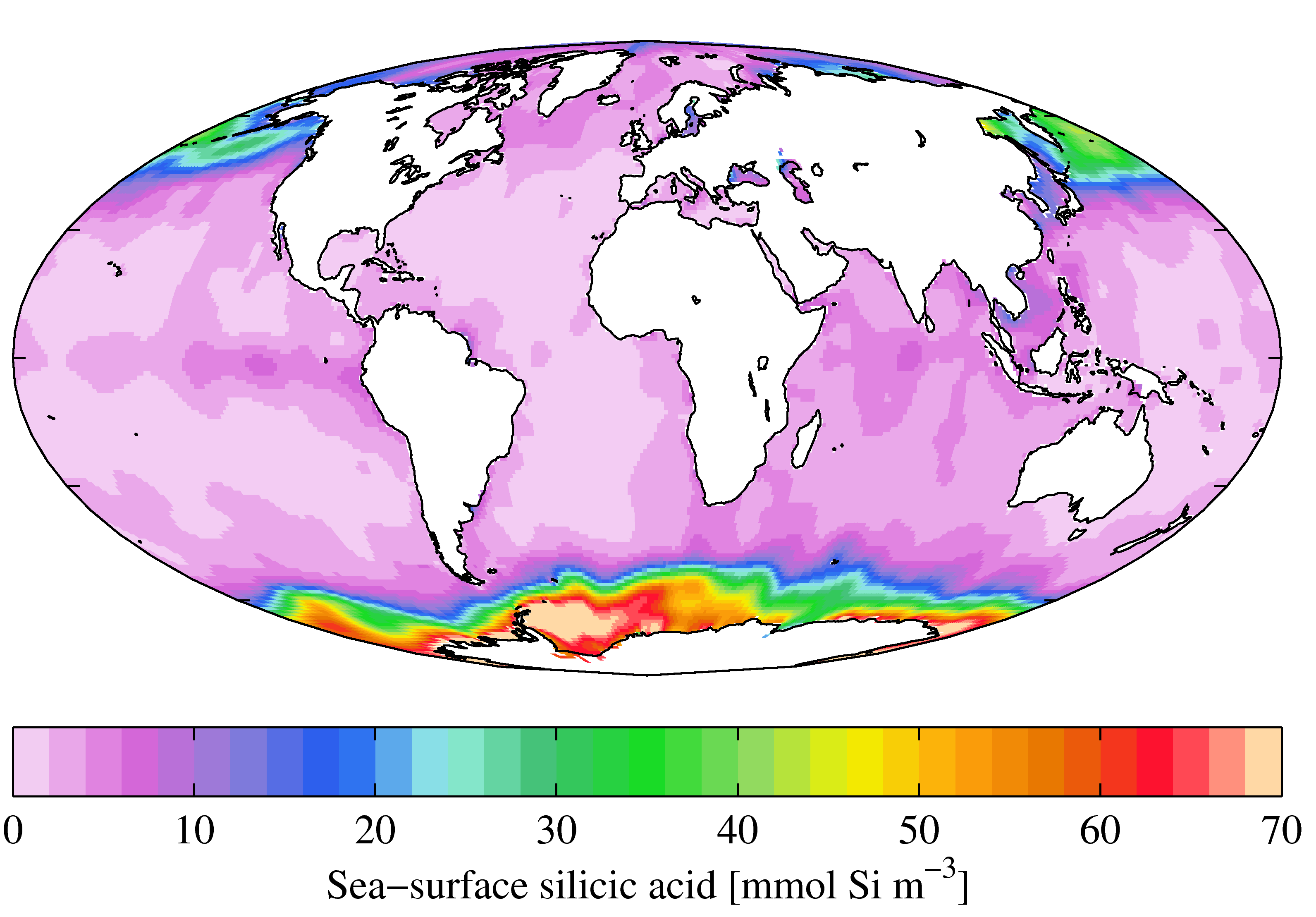
Annual mean sea surface silicic acid (WOA 2009)
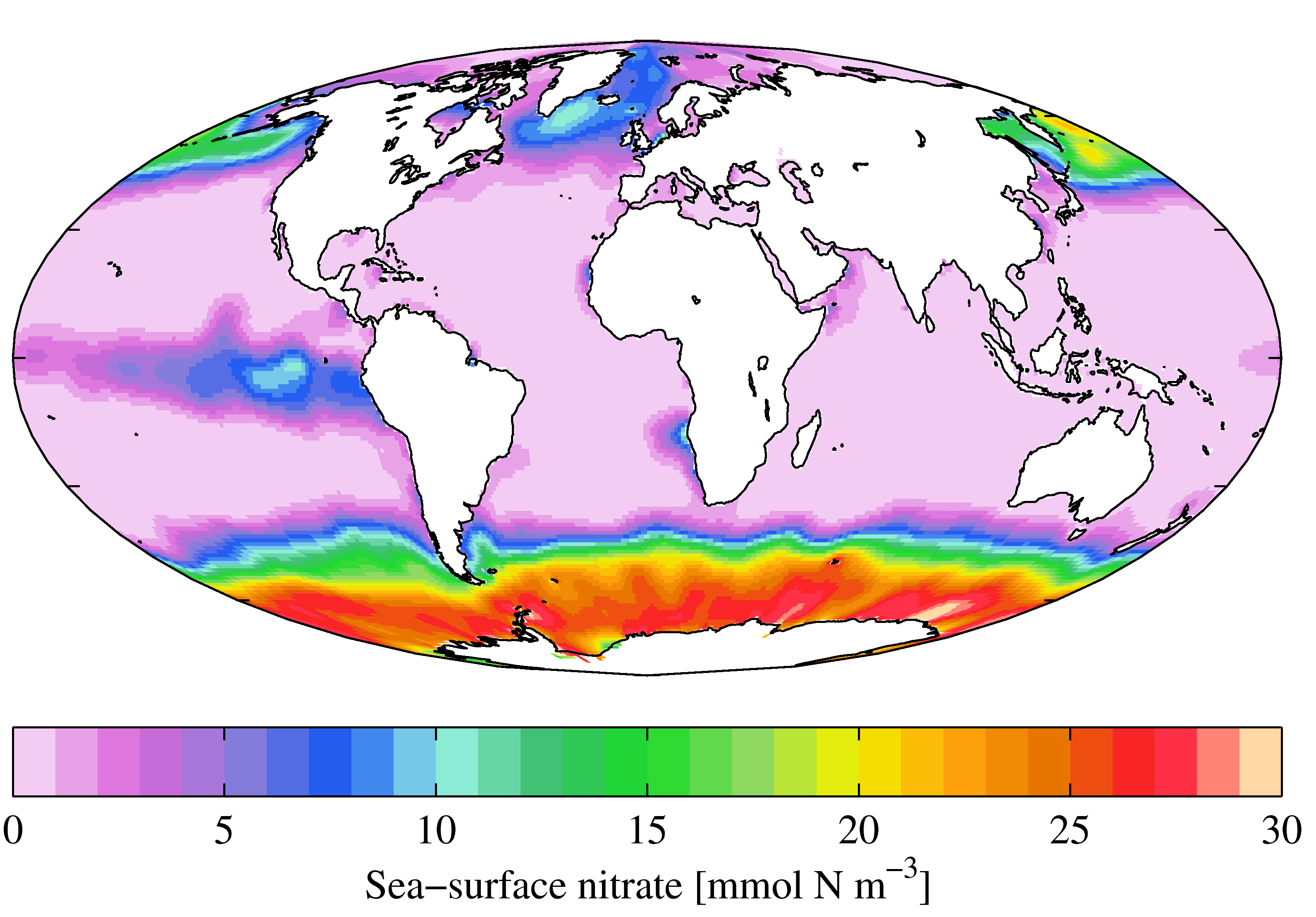
Annual mean sea surface nitrate (WOA 2009)
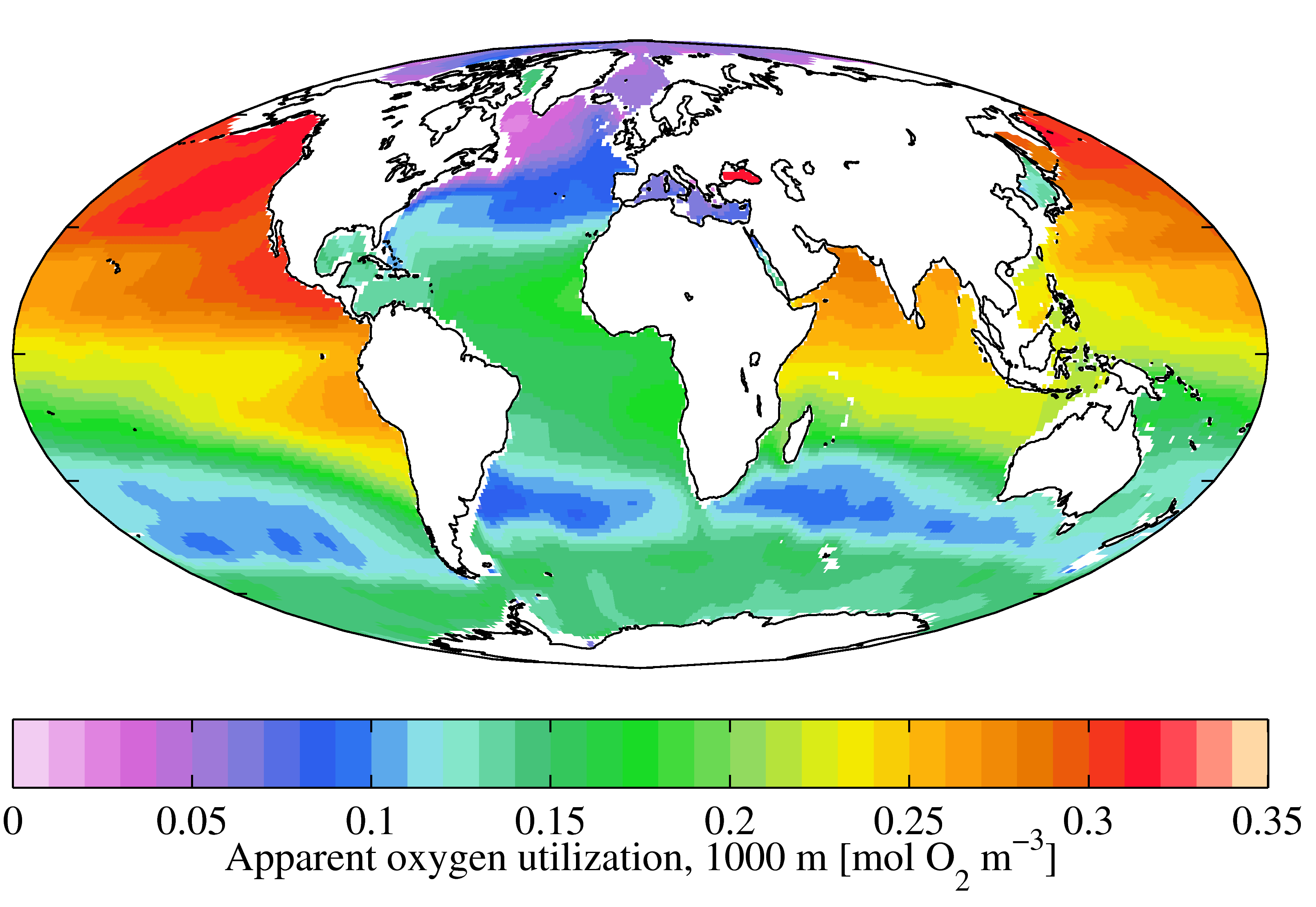
Annual mean apparent oxygen utilization at 1000 m depth (WOA 2009)